# Venustiano Carranza, Tabasco
Venustiano Carranza är en ort i Mexiko.   Den ligger i kommunen Jonuta och delstaten Tabasco, i den sydöstra delen av landet, 700 km öster om huvudstaden Mexico City. Venustiano Carranza ligger 8 meter över havet och antalet invånare är 256.
Terrängen runt Venustiano Carranza är mycket platt. Runt Venustiano Carranza är det ganska glesbefolkat, med 22 invånare per kvadratkilometer. Omgivningarna runt Venustiano Carranza är en mosaik av jordbruksmark och naturlig växtlighet.